# مدرسه بهایی ملل در برزیل
مدرسه ملل (به پرتغالی: Escola das Nações)، یک مدرسه بین‌المللی بهائی دو زبانه (انگلیسی-پرتغالی) در لاگو سول، در ناحیه فدرالِ برزیل برای دانش‌آموزان از همهٔ ملت‌ها و پیشینه‌ها که ارزش‌های اصلی آن مبتنی بر اخلاق و اصول اخلاقی دیانت بهائی است. هدفش این است که دانش آموزان ویژگی‌ها و درک خود را برای تبدیل شدن به «شهروندان جهان» توسعه دهند.

## تاریخچه
این مدرسه در سال ۱۹۸۰ توسط دو خانواده آموزگار در آمریکای شمالی تأسیس شد که در نظر داشتند مدرسه ای بر اساس مدل جدیدی از آموزش بین‌المللی بسازند. اساس این الگو، آموزه بهائی «وحدت در تنوع» بود. ایجاد محیطی که در آن دانش‌آموزان از نژادها، ملیت‌ها، فرهنگ‌ها و مذاهب مختلف بتوانند زندگی در صلح و هماهنگی را بیاموزند و در عین حال توانایی‌های فکری، جسمی و معنوی خود را به بالاترین درجه ارتقا دهند.
این مدرسه در طول سال ۱۹۹۰ با سوادآموزی بین‌المللی، با چندین جامعه در پروژه‌هایی همکاری کرد که یکی از آنها شامل حمایت مالی وزیر آموزش ناحیه فدرال بود.
یکی از معاونان حزب سوسیال دمکرات (برزیل) طی جلسه ویژه اتاق نمایندگان فدرال برزیل به مناسبت دیدار مادام مری ربانی (روحیه خانم همسر ولی امرالله) در سال ۱۹۹۶، این مدرسه را نمونه ای از کمک‌های دین بهائی در «زمینه‌های اقتصادی و آموزشی» دانست.

## امکانات
در سال ۲۰۰۷، مدرسه ۶۱۰ دانش آموز در دو دسته ثبت نام کرده بود: یکی برای برنامه دوران کودکی برای دانش آموزان ۳ تا ۶ ساله و دیگری برای دبستان، راهنمایی و دبیرستان. جامعه مدرسه متشکل از خانواده‌های برزیلی است که بسیاری از آنها بخشی از هیئت دیپلماتیک هستند، و همچنین خانواده‌های بین‌المللی (به نمایندگی از حدود ۴۰ کشور مختلف)، که با سفارت‌خانه‌های مختلف، شرکت‌های چند ملیتی یا سازمان‌های غیردولتی مرتبط هستند. به عنوان یونیسف، بانک جهانی و سازمان ملل متحد. در این مدرسه ۹۰ معلم و کارکنان از جمله دستیاران مشغول به فعالیت هستند.

## جوایز
برای سال تحصیلی ۶–۲۰۰۵، مدرسه توسط «Artsonia» برای چندین جایزه - رهبری، انتشارات هنری، کلوپ‌های طرفداران، نظرات، و جایزه جمع‌آوری سرمایه (رتبه ۱ در همه دسته‌ها) مورد توجه قرار گرفت.